# 9 (album Poliny Gagariny)
9 – trzeci studyjny album rosyjskiej piosenkarki Poliny Gagariny wydany 9 września 2016 roku nakładem wytwórni Gazgolder.

## Lista utworów
Sporządzono na podstawie materiału źródłowego
1. „Intro” – 1:34
2. „Stanu solncem” – 4:33
3. „Tancuj so mnoj” – 3:56
4. „Nie otpuskaj” (z Ifejopa) – 3:47
5. „Wysoko” – 3:41
6. „Cielogo mira malo” (z Basta) – 5:09
7. „Intro” – 1:37
8. „Plastic” – 3:26
9. „Forbidden Love” – 4:18
10. „Free” – 4:32
11. „Hands Off” – 3:44
12. „Day (Cvpellv Edit)” – 4:55